# Sępolno (Breslau)

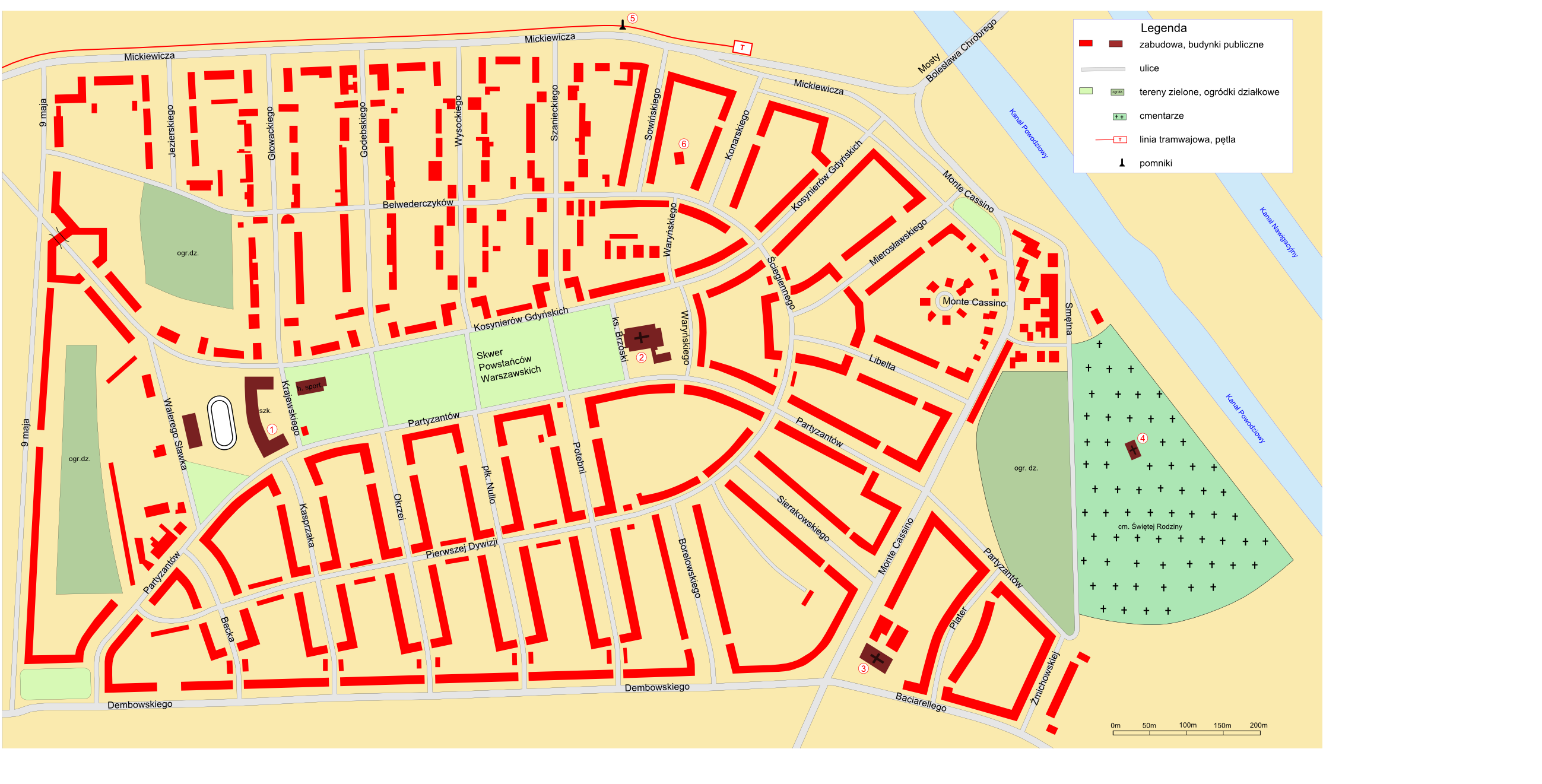
Plan der Siedlung

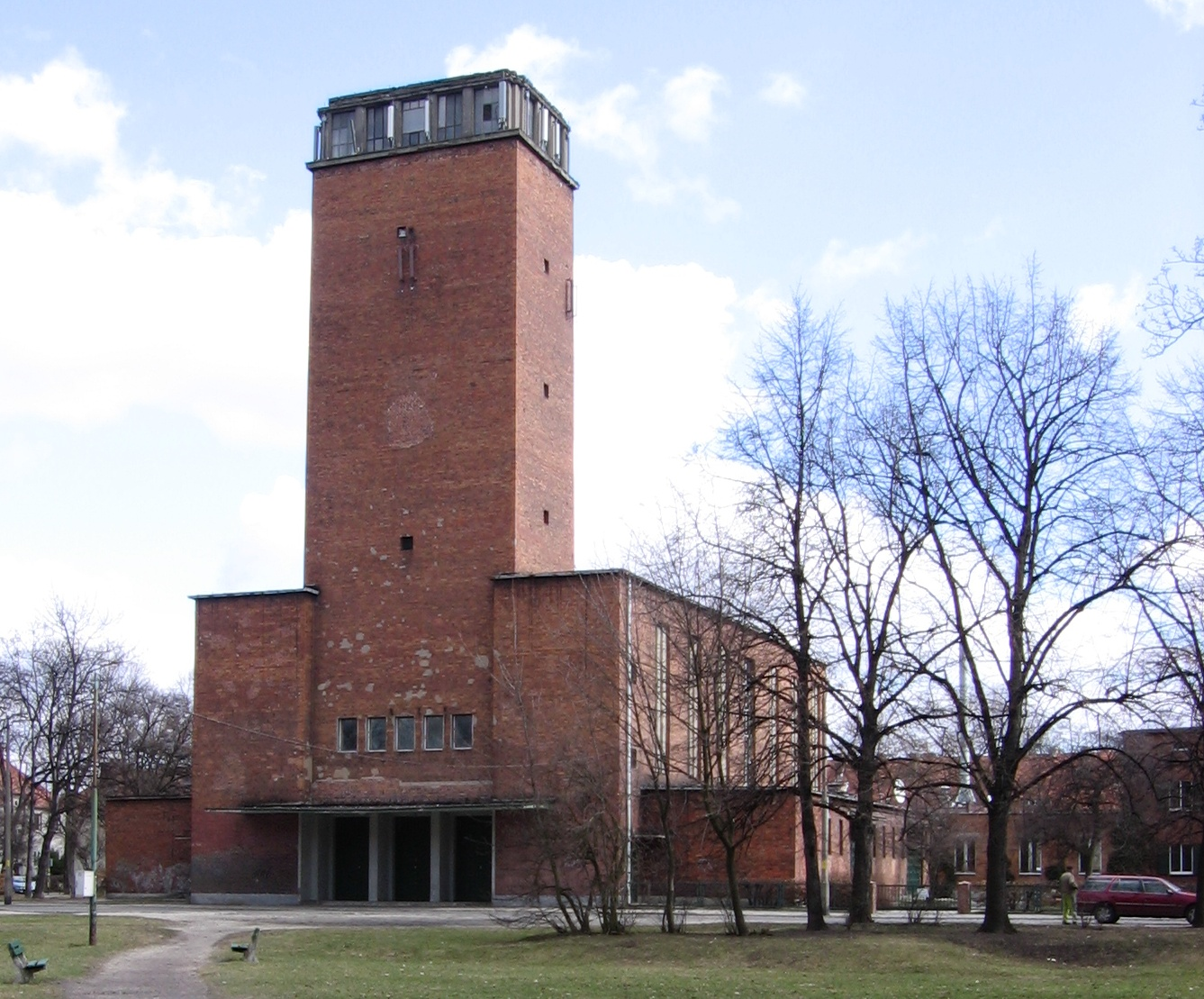
Gustav-Adolf-Kirche

Sępolno (deutsch: Zimpel) ist ein Stadtteil von Breslau und liegt im Osten der Stadt. Ursprünglich war es ein Dorf weit außerhalb der Stadt, bei dem während der Eingemeindung in die Stadt Breslau 1924 eine größere städtische Siedlung entstand, die die Form des schlesischen Adlers hat. Die Siedlung liegt östlich der Jahrhunderthalle.

## Geschichte

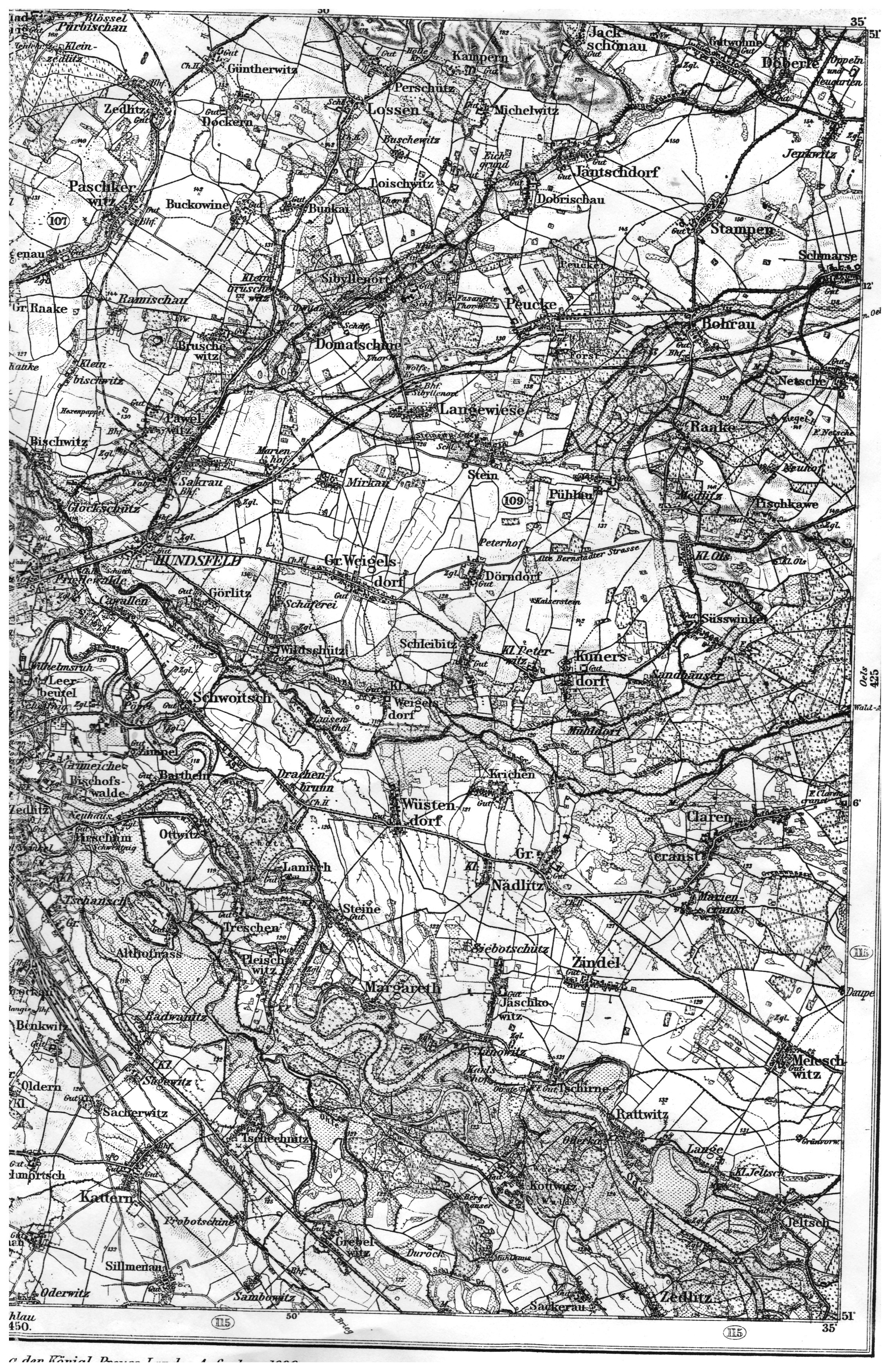
Karte von 1898 mit dem "Gut Zimpel" gelegen im heutigen Stadtteil Sepolno

Der Ort wurde 1288 erstmals urkundlich als Zemplin erwähnt. Von 1919 bis 1935 entstand die Siedlung Zimpel nach dem Vorbild einer Gartenstadt. Entworfen wurde die etwa hundert Hektar große Siedlung durch die Architekten Hermann Wahlich, Paul Heim und Albert Kempter. Errichtet wurden größtenteils Mehrfamilienwohnhaus-Blöcke und einzeln stehende Mehrfamilienwohnhäuser sowie einige Einfamilienwohnhäuser. In der Mitte der Siedlung entstand ein großer, rechteckiger, begrünter Platz, an dem die evangelische Gustav-Adolf-Kirche und eine Volksschule (1928, nach Entwurf von Stadtbaurat Hugo Althoff) errichtet wurden. Südöstlich am Rand der Siedlung steht die katholische Kirche Św. Rodziny.